# Cossidophaga atkinsoni
Cossidophaga atkinsoni är en tvåvingeart som först beskrevs av Aubertin 1932. Cossidophaga atkinsoni ingår i släktet Cossidophaga och familjen parasitflugor.
Artens utbredningsområde är Myanmar. Inga underarter finns listade i Catalogue of Life.